# Lista de presidentes do Uzbequistão

Bandeira presidencial

Esta é a Lista de líderes do Uzbequistão, desde a criação da República Socialista Soviética Uzbeque em 1925, até os dias atuais.

## República Socialista Soviética Uzbeque (1924-1991)

### Primeiro Secretário do Partido Comunista do Uzbequistão
- Vladimir Ivanov (12 de fevereiro de 1925 – 1927)
- Kuprian Kirkizh (1927 – abril 1929)
- Nikolay Gikalo (abril – 11 de junho de 1929)
- Isaak Zelensky (12 de junho de 1929 – dezembro de 1929)
- Akmal Ikramov (dezembro de 1929 – 21 de setembro de 1937)
- Pyotr Yakovlev (21 de setembro de 1937 – 27 de setembro de 1937) (interino)
- Usman Yusupov (27 de setembro de 1937 – 7 de abril de 1953)
- Amin Niyazov (7 de abril de 1953 – 22 de dezembro de 1955)
- Nuritdin Mukhitdinov (22 de dezembro de 1955 – 28 de dezembro de 1957)
- Sobir Kamolov (28 de dezembro de 1957 – 15 de março de 1959)
- Sharof Rashidov (15 de março de 1959 – 31 de outubro de 1983)
- Inomjon Usmonxo‘jayev (3 de novembro de 1983 – 12 de janeiro de 1988)
- Rafiq Nishonov (12 de janeiro de 1988 – 23 de junho de 1989)
- Islam Karimov (23 de junho de 1989 – 3 de novembro de 1991)

## República do Uzbequistão (1991-presente)
| Nº                      | Mandatos                | Presidente                                  | Retrato                 | Fim do mandato          | Início do mandato       | Partido                 |
| Presidente da República | Presidente da República | Presidente da República                     | Presidente da República | Presidente da República | Presidente da República | Presidente da República |
| ----------------------- | ----------------------- | ------------------------------------------- | ----------------------- | ----------------------- | ----------------------- | ----------------------- |
| 1                       | 1º                      | Islam Karimov Islom Karimov                 |                         | 24 de março de 1991     | 2 de setembro de 2016   | PCUS                    |
| 1                       | 2º                      | Islam Karimov Islom Karimov                 | PDPU                    | 24 de março de 1991     | 2 de setembro de 2016   |                         |
| 1                       | 3º                      | Islam Karimov Islom Karimov                 | PDPU                    | 24 de março de 1991     | 2 de setembro de 2016   |                         |
| 1                       | 4º                      | Islam Karimov Islom Karimov                 | O'zlidep                | 24 de março de 1991     | 2 de setembro de 2016   |                         |
| 1                       | 5º                      | Islam Karimov Islom Karimov                 | O'zlidep                | 24 de março de 1991     | 2 de setembro de 2016   |                         |
| ―                       | ―                       | Nigmatilla Yuldashev Nig'matilla Yo'ldoshev |                         | 2 de setembro de 2016   | 8 de setembro de 2016   | Milliy Tiklanish        |
| 2                       | ―                       | Shavkat Mirziyoyev Shavkat Mirziyaev        |                         | 8 de setembro de 2016   | em exercício            | Milliy Tiklanish        |
| 2                       | 1º                      | Shavkat Mirziyoyev Shavkat Mirziyaev        | O'zlidep                | 8 de setembro de 2016   | em exercício            |                         |
| 2                       | 2º                      | Shavkat Mirziyoyev Shavkat Mirziyaev        | O'zlidep                | 8 de setembro de 2016   | em exercício            |                         |